# Li Meisu
Li Meisu (provincie Hebei, 17 april 1959) is een voormalige Chinese atlete, die was gespecialiseerd in het kogelstoten. Ze werd meervoudig Chinees kampioene en won een zilveren olympische medaille in deze discipline.

## Loopbaan
In 1987 won Li een gouden medaille bij het kogelstoten op de Chinese Spelen. Op de wereldkampioenschappen van 1987 in Rome kwalificeerde ze zich in de finale waar ze een zevende plaats behaalde met 20,43 m.
Op de Olympische Spelen van 1988 in Seoel leverde ze de beste prestatie van haar sportcarrière door brons te winnen in deze discipline. Met een beste poging van 21,06 m eindigde ze achter de Russische Natalja Lisovskaja (goud; 22,24) en de Oost-Duitse Kathrin Neimke (zilver; 21,07).

## Titels
- Aziatische Spelen kampioene kogelstoten - 1982, 1998
- Aziatisch kampioene kogelstoten - 1998
- Oost-Aziatische Spelen kampioene kogelstoten - 1997
- Chinese Spelen kampioene kogelstoten - 1987
- Chinees kampioene kogelstoten - 1996, 1997, 1998

## Persoonlijke records
| Onderdeel             | Prestatie    | Datum         | Plaats       |
| --------------------- | ------------ | ------------- | ------------ |
| kogelstoten (outdoor) | 21,76 m (AR) | 23 april 1988 | Shijiazhuang |
| kogelstoten (indoor)  | 21,08 m      | 25 maart 1988 | Peking       |

## Palmares

### kogelstoten
- 1982:  Aziatische Spelen - 17,77 m
- 1984: 5e OS - 17,96 m
- 1985: 4e WK indoor - 17,67 m
- 1985:  Aziatische kamp. - 17,64 m
- 1987:  Chinese Spelen - 20,95 m
- 1987: 7e WK - 20,43 m
- 1988:  OS - 21,06 m
- 1989: 8e WK indoor - 18,08 m
- 1997:  Oost-Aziatische Spelen - 19,07 m
- 1997: 6e WK - 18,62 m
- 1998:  Aziatische Spelen - 18,96 m
- 1998:  Aziatische kamp. - 18,63 m
- 1998: 5e Wereldbeker - 18,00 m
- 1999: 7e WK indoor - 16,63 m